# سیلینگ (اکلاهما)
سیلینگ(به انگلیسی: Seiling) شهری در ایالت اکلاهما کشور ایالات متحده آمریکا است که جمعیت آن در سرشماری سال ۲۰۱۰ میلادی، ۸۶۰ نفر بوده‌است.